# Shonie Carter
Shonie Carter, właśc. Mearion Shonie Bickhem III (ur. 3 maja 1972 w Chicago) – amerykański zawodnik mieszanych sztuk walki (MMA), grappler oraz kickbokser. Były zawodnik m.in. Ultimate Fighting Championship, World Extreme Cagefighting, King of the Cage, Pancrase czy Shooto. Mistrz World Extreme Cagefighting w wadze półśredniej w latach 2003–2004. Posiadacz czarnych pasów w judo, shidōkan karate oraz ju-jitsu.
Podczas swojej kariery miał okazję walczyć w wielu krajach m.in. w Japonii, Niemczech, Irlandii Północnej, Rosji, Polsce, Kanadzie, Izraelu czy Bułgarii stąd jego przydomek Mr International.

## Życiorys
Urodził się w Chicago, w jednym z tamtejszych afroamerykańskich gett. Uczęszczał do Proviso East High School. W czasie college’u trenował zapasy w stylu klasycznym. Studiując na Carson–Newman University, bezskutecznie startował w kwalifikacjach olimpijskich. Tam też, zainteresował się judo, w którym wygrywał dwukrotnie mistrzostwo stanu Tennessee oraz ju-jitsu. Po niedługim czasie zaczął praktykować również karate shidokan. Przez sześć lat służył w Piechocie Morskiej.

## Kariera sportowa
W MMA zadebiutował 15 lutego 1997, przegrywając przez nokaut z Laverne Clarkiem. Do 1999, walczył na lokalnych galach i turniejach, wygrywając m.in. z Dave’em Menne’em oraz z pochodzącym z Polski Keithem Wiśniewskim. W latach 1999–2003, walczył na prestiżowych galach w Japonii (Pancrase, Shooto), notując tamże zwycięstwo nad Chrisem Lytle’em i remis z Kiumą Kunioku. W tym czasie toczył również pojedynki dla Ultimate Fighting Championship uzyskując bilans w organizacji trzech zwycięstw (m.in. nad Mattem Serrą przez KO) i jednej porażki w starciu z Patem Miletichem.
W 2003, stoczył aż dziewięć pojedynków, walcząc głównie na galach King of the Cage, Shooto i World Extreme Cagefighting, gdzie w tym ostatnim został mistrzem w wadze półśredniej, wygrywając 17 października 2003 z J.T. Taylorem. Tytuł stracił 21 maja 2004, na rzecz Ormianina Karo Parizjana, z którym przegrał na punkty. Między walkami dla WEC, uległ Jonowi Fitchowi 14 listopada 2003.
Przez następne lata, toczył pojedynki dla WEC, M-1 Global, TKO Major League MMA czy Konfrontacja Sztuk Walki, wygrywając m.in. z Marcinem Zontkiem oraz Jasonem MacDonaldem. 13 stycznia 2006, ponownie zmierzył się o mistrzostwo WEC lecz ostatecznie przegrał z Mikiem Pyle’em przez poddanie. W sierpniu 2006, wziął udział w 4 edycji The Ultimate Fighter, dochodząc do półfinału programu, w którym przegrał z byłym rywalem Mattem Serrą. Mimo to, otrzymał szansę walk dla UFC, tocząc jednak przegrany pojedynek 13 grudnia 2006, z Marcusem Davisem. Po przegranej został zwolniony z kontraktu.
Przez kolejne lata, walczył na mniejszych galach rozsianych po całej Ameryce Północnej i Europie, zdobywając kilka pasów mistrzowskim. W 2009, przegrał z byłym mistrzem UFC Carlosem Newtonem, w 2010 z Torrance’em Taylorem na gali Bellator FC natomiast w 2012 uległ Brandonowi Halseyowi.
Carter jest również utytułowanym grapplerem. Wielokrotnie zostawał mistrzem North American Grappling Association (NAGA), największej organizacji submission fightingu w Ameryce Północnej. Poza tym zawodowo walczył w formule kickbokserskiej, notując bilans 57 zwycięstw i 5 porażek, zostając mistrzem stanów Illinois i Karoliny Północnej w tejże formule. W 2001, mierzył się z Cungiem Le na zasadach kickboxingu, przegrywając z nim na punkty.

## Osiągnięcia[6]
Mieszane sztuki walki:
- 1997: Extreme Challenge 5 – 1. miejsce
- 1998: IMAC 1 – 1. miejsce w turnieju wagi półśredniej
- 2000: King of Pancrase Middleweight Tournament – finalista turnieju wagi średniej
- 2002: Mistrz Iron Heart Crown w wadze półśredniej
- 2003: Mistrz Shido – Fists of Fury w wadze półśredniej
- 2003–2004: Mistrz World Extreme Cagefighting w wadze półśredniej
- 2005: Mistrz IFC w wadze półśredniej
- 2008: Mistrz WFC Armageddon w wadze średniej
- 2009: Mistrz Throwdown w wadze średniej
- 2015: Mistrz Super Brawl Showdown w wadze półśredniej

Kick-boxing:
- Mistrz stanu Illinois w wadze półciężkiej
- Mistrz stanu Karolina Północna w wadze średniej

Karate:
- Mistrz USSC shidokan karate w wadze lekkiej
- Mistrz USSC shidokan karate w wadze średniej
- Mistrz USSC shidokan karate w wadze półśredniej
- Mistrz Shidōkan Mixed Fighting w wadze półśredniej
- Mistrz Shidōkan Superfight w wadze średniej
- Zwycięzca Super Pucharu Irlandii w wadze półśredniej
- Zwycięzca Pucharu Niemiec

Judo:
- Mistrzostwa stanu Tennessee w judo – dwukrotnie 1. miejsce w wadze średniej

Submission fighting:
- North American Grappling Association (NAGA) – wielokrotny zwycięzca mistrzostw

Pankration:
- Trzykrotny Mistrz USA w pankrationie

Zapasy:
- National Junior College Athletic Association
- NJCAA All-American
- NJCAA – 4. miejsce